# Mexican Open 2022
Mexican Open 2022 (cunoscut sub numele de Abierto Mexicano Telcel presentado por HSBC din motive de sponsorizare) a fost un turneu profesionist de tenis jucat pe terenuri dure în aer liber. A fost cea de-a 29-a ediție a Mexican Open masculin și parte a Turului ATP 2022. Turneul este programat să aibă loc la Acapulco, Mexic, între 21 și 26 februarie 2022, la noua locație Arena GNP Seguros.

## Campioni

### Simplu
Pentru mai multe informații consultați Mexican Open 2022 – Simplu

### Dublu
Pentru mai multe informații consultați Mexican Open 2022 – Dublu

## Distribuție de puncte și premii în bani

### Puncte
Jucătorii vor primi următoarele puncte:
| Probă  | C   | F   | SF  | QF | R16 | R32 | Q   | Q2  | Q1  |
| Simplu | 500 | 300 | 180 | 90 | 45  | 20  | 10  | 4   | 0   |
| Dublu  | 500 | 300 | 180 | 90 | 0   | N/A | N/A | N/A | N/A |

### Premii în bani
| Probă  | C       | F       | SF      | QF      | R16     | R32     | Q3     | Q2     | Q1     |
| Simplu | $88,940 | $65,760 | $46,830 | $31,880 | $19,925 | $11,460 | $7,900 | $5,280 | $3,100 |
| Dublu* | $31,440 | $23,660 | $17,030 | $11,200 | $7,060  | N/A     | N/A    | N/A    | N/A    |

*per echipă